# Long Toàn (xã)
Long Toàn là một xã cũ thuộc thị xã Duyên Hải, tỉnh Trà Vinh, Việt Nam.

## Địa lý
Xã Long Toàn nằm ở phía tây thị xã Duyên Hải, có vị trí địa lý:
- Phía đông giáp Phường 1 và Phường 2
- Phía tây giáp huyện Duyên Hải
- Phía nam giáp xã Dân Thành
- Phía bắc giáp xã Long Hữu.

Xã Long Toàn có diện tích 30,22 km², dân số năm 2023 là 6.300 người, mật độ dân số đạt 208 người/km².

## Hành chính
Xã Long Toàn được chia thành 6 ấp: Bào Sen, Giồng Ổi, Giồng Trôm, Long Điền, Phước An, Thống Nhất.

## Lịch sử
Dưới thời Việt Nam Cộng hòa, Long Toàn là một xã thuộc quận Long Toàn, tỉnh Vĩnh Bình. Quận lỵ quận Long Toàn khi đó đặt tại xã Long Toàn.
Sau năm 1975, quận Long Toàn giải thể, địa bàn nhập vào huyện Cầu Ngang, tỉnh Trà Vinh. Khi đó, xã Long Toàn thuộc huyện Cầu Ngang.
Ngày 15 tháng 9 năm 1981, Hội đồng Bộ trưởng ban hành Quyết định số 69-HĐBT về việc chia xã Long Toàn thành xã Long Toàn và xã Long Khánh.
Ngày 29 tháng 9 năm 1981, Hội đồng Bộ trưởng ban hành Quyết định số 98-HĐBT về việc chia huyện Cầu Ngang thành huyện Cầu Ngang và huyện Duyên Hải. Khi đó, xã Long Toàn thuộc huyện Duyên Hải.
Ngày 7 tháng 10 năm 1995, Chính phủ ban hành Nghị định số 62-CP về việc thành lập thị trấn Duyên Hải – thị trấn huyện lỵ huyện Duyên Hải trên cơ sở tách một phần diện tích và dân số 2 ấp Phước Trị và Long Thạnh thuộc xã Long Toàn.
Ngày 15 tháng 5 năm 2015, Ủy ban thường vụ Quốc hội ban hành Nghị quyết số 934/NQ-UBTVQH13 về việc:
- Chuyển xã Long Toàn thuộc huyện Duyên Hải về thị xã Duyên Hải mới thành lập.
- Thành lập Phường 1 thuộc thị xã Duyên Hải trên cơ sở điều chỉnh 1.150 ha diện tích tự nhiên và dân số là 1.747 người của xã Long Toàn.
- Thành lập Phường 2 thuộc thị xã Duyên Hải trên cơ sở điều chỉnh 790,67 ha diện tích tự nhiên và dân số là 6.253 người của xã Long Toàn.

Sau khi điều chỉnh địa giới hành chính, xã Long Toàn còn lại 3.400,93 ha diện tích tự nhiên và 5.082 người.
Ngày 15 tháng 10 năm 2019, HĐND tỉnh Trà Vinh ban hành Nghị quyết số 157/NQ-HĐND về việc giải thể ấp Giồng Giếng và sáp nhập vào ấp Giồng Trôm và ấp Long Điền.